# Ère électrofaible

Ère électrofaible (en jaune), à partir de 10^{-32} seconde après le Big Bang, jusqu'à 10^{-12} seconde.

En cosmologie et en physique des particules, en particulier dans la théorie du Big Bang, l'ère électrofaible est une période de l'Univers primordial où la température de ce dernier est suffisamment grande (> 100 GeV) pour que la force électromagnétique et l'interaction faible forment une seule et même force : l'interaction électrofaible.
Cette ère débute après l'ère de grande unification (~1015 GeV, soit ~10−32 seconde après le Big Bang), où l'interaction forte se serait séparée de l'interaction faible. À cette époque, l'énergie potentielle du champ d'inflaton, ayant causé l'inflation cosmique, est relâchée et laisse l'Univers sous une forme de plasma de quarks et de gluons dense et chaud. Les interactions entre les particules de cette ère sont suffisamment énergétiques pour créer de grandes quantités de particules exotiques, dont les bosons W, Z et de Higgs. Au fur et à mesure que l'Univers gagne en taille et se refroidit, les interactions sont de moins en moins énergétiques. Aux environs de 10−12 s, les bosons W et Z cessent d'être créés et ceux qui demeurent se désintègrent rapidement.
Certains cosmologistes placent l'ère électrofaible au début de l'inflation cosmique, soit environ 10−36 s après le Big Bang,,.

## Chronologie
L'ère électrofaible se passe en trois moments : premièrement, l'Ère inflationnaire (entre 10–36 et 10–32 seconde après le Big Bang) ; deuxièmement, le Réchauffement (entre 10–32 et 10–? seconde après le Big Bang) ; troisièmement et dernièrement, la Baryogénèse (entre 10–? et 10–12 seconde après le Big Bang).

## Transition électrofaible
La transition ou brisure électrofaible se produirait lorsque l'énergie passe en dessous du seuil de 10² GeV, et marque la séparation de l'interaction électrofaible en deux interactions : l'interaction faible et l'interaction électromagnétique
Ce seuil est expérimental et déduit des expériences dans les accélérateurs de particules. Le Modèle standard explique cette transition par le mécanisme de Higgs.
Par la suite, l'ère électrofaible fait place à l'ère des quarks.